# Jarabá skala (Ptacznik)
Jarabá skala (1169 m n.p.m.) – szczyt w centralnej części gór Ptacznik na Słowacji.

## Położenie
Szczyt wznosi się w centralnej części grupy zwanej Wysokim Ptacznikiem, w jej głównym grzbiecie, ok. 4,3 km na północny wschód od najwyższego szczytu tej grupy – Ptacznika. Przez szczyt przebiega granica Obszaru Chronionego Krajobrazu Ponitrie.

## Charakterystyka
Szczyt tworzy dość wyraźne spiętrzenie głównego grzbietu Ptacznika w miejscu, w którym od niego w kierunku zachodnim odgałęzia się grzbiet Banisko, a w kierunku północno-zachodnim grzbiet Buckovo. Cały szczyt jest porośnięty lasem. Spiętrzenie szczytowe góry tworzy grupa skał andezytowych. Mniejsze wychodnie skalne znajdują się jeszcze w kilku innych miejscach na stokach góry. Na grzbiecie, tuż pod szczytem, stoi wznoszący się wysoko ponad korony drzew stalowy, czteronożny maszt przekaźnika telekomunikacyjnego, malowany na biało-czerwono.

## Turystyka
Przez szczyt przechodzi dalekobieżny, czerwono  znakowany szlak turystyczny (tzw. Ponitrianska magistrála), biegnący głównym grzbietem Ptacznika. Od północnego zachodu wyprowadza nań żółto znakowany szlak ze wsi Podhradie. Skrzyżowanie szlaków (1154 m n.p.m.) znajduje się na grzbiecie tuż koło masztu przekaźnika. Na wierzchołek wznoszących się nieco dalej na południe szczytowych skałek wiedzie krótki szlak łącznikowy – coraz rzadziej używany, gdyż ze względu na podrastające drzewa widoczność z nich jest coraz bardziej ograniczona.